# Fábio Mansilhas
Andrade Mansilhas est un nom portugais ; le premier nom de famille (d'usage facultatif) est Andrade et le second est Mansilhas.
Fábio Andrade Mansilhas, né le 18 février 1995, à Vila Nova de Famalicão, est un coureur cycliste portugais.

## Biographie
Fábio Mansilhas comme le cyclisme à l'âge de dix ans au Centro Ciclista de Avidos. Il remporte sa première course en 2009. 
En 2011, il se distingue sur piste en devenant triple champion du Portugal cadets (moins de 17 ans), dans la poursuite individuelle, la poursuite par équipes et la course aux points. Il se classe ensuite huitième du championnat du Portugal et du Tour du Portugal en 2013, dans la catégorie juniors (moins de 19 ans). La même année, il est sélectionné en équipe nationale, notamment pour participer à Paris-Roubaix juniors.
En 2014, il évolue au sein de l'équipe continentale Rádio Popular. Dès l'année suivante, il redescend chez les amateurs. En 2016, il termine notamment troisième du championnat du Portugal de cyclo-cross espoirs (moins de 23 ans). Il retrouve finalement le niveau continental en 2018 au sein de la formation LA Aluminios.

## Palmarès sur route
- 2016
  - Grande Prémio dos Campeões :
    - Classement général
    - 1re (contre-la-montre par équipes) et 2e étapes

  - 3e de la Clásica de Pascua

## Palmarès sur piste

### Championnats du Portugal
- 2011
  -  Champion du Portugal de poursuite cadets
  -  Champion du Portugal de poursuite par équipes cadets (avec Pedro Moreira, Paulo Cunha et Tiago Machado)
  -  Champion du Portugal de la course aux points cadets

## Palmarès en cyclo-cross
- 2015-2016
  - 3e du championnat du Portugal de cyclo-cross espoirs